# Ральф фон Єссен
Ральф фон Єссен (нім. Ralf von Jessen; 25 лютого 1917, Канді — 15 травня 1943, Атлантичний океан) — німецький офіцер-підводник, капітан-лейтенант крігсмаріне.

## Біографія
5 квітня 1935 року вступив на флот. З 23 травня 1942 року — командир підводного човна U-222. 2 вересня 1942 року U-222 був потоплений в Балтійському морі західніше Піллау (54°25′ пн. ш. 19°30′ сх. д.) після зіткнення з U-626. 42 члени екіпажу загинули, 3 (включаючи Єссена) були врятовані. З 12 вересня 1942 року — командир U-266, на якому здійснив 2 походи (разом 90 днів у морі). 15 травня 1943 року U-266 був потоплений в Північній Атлантиці північно-західніше Іспанії (45°28′ пн. ш. 10°20′ зх. д.) глибинними бомбами британського бомбардувальника «Галіфакс» зі складу 58-ї ескадрильї ВПС Великої Британії. Всі 47 членів екіпажу загинули.
Всього за час бойових дій потопив 4 кораблі загальною водотоннажністю 16 089 тонн.
| Дата          | Назва корабля | Тип               | Тоннаж | Вантаж                                         | Екіпаж         | Загинули | Країна             | Конвой |
| ------------- | ------------- | ----------------- | ------ | ---------------------------------------------- | -------------- | -------- | ------------------ | ------ |
| 6 лютого 1943 | Polyktor      | Торговий пароплав | 4,077  | 5764 тонни зерна і 423 тонни державних запасів | ? (2 вцілілих) | ?        | Королівство Греція | SC-118 |
| 5 травня 1943 | Bonde         | Торговий пароплав | 1,570  | 1891 тонна вугілля                             | 26             | 14       | Норвегія           | ONS-5  |
| 5 травня 1943 | Gharinda      | Торговий пароплав | 5,306  | Баласт                                         | 92             | 0        | Британська імперія | ONS-5  |
| 5 травня 1943 | Selvistan     | Торговий пароплав | 5,136  | Баласт                                         | 46             | 6        | Британська імперія | ONS-5  |

## Звання
- Кандидат в офіцери (5 квітня 1935)
- Морський кадет (25 вересня 1935)
- Фенріх-цур-зее (1 липня 1936)
- Оберфенріх-цур-зее (1 січня 1938)
- Лейтенант-цур-зее (1 квітня 1938)
- Оберлейтенант-цур-зее (1 жовтня 1939)
- Капітан-лейтенант (1 січня 1943)

## Нагороди
- Медаль «За вислугу років у Вермахті» 4-го класу (4 роки)